# Codéinone
La codéinone est un analgésique trois fois moins actif que la codéine ; mais c'est un produit intermédiaire important de la synthèse de l'hydrocodone, un analgésique possédant, comme l'oxycodone, 75 % de l'activité de la morphine. On peut synthétiser cette dernière à partir de thébaïne.
On peut décrire la codéinone comme un méthyléther de la morphinone : 3-méthyl-morphinone, ou comme un dérivé cétonique de la codéine : codéine-6-one.

## Activité apoptotique
Dans le cadre du regain d'intérêt pour l'activité anti-tumeur possible de certains alcaloïdes de l'opium et de ses dérivés, indépendante de leurs effets antinocicepteurs et d'accoutumance, le rôle de ce produit d'oxydation de la codéine a été reconnu in vitro dans trois types de cancer humains.